# Eccellenza Veneto 2001-2002
Il campionato italiano di calcio di Eccellenza regionale 2001-2002 è stato l'undicesimo organizzato in Italia. Rappresenta il sesto livello del calcio italiano.
Questi sono i gironi organizzati dal comitato regionale della regione Veneto.

## Girone A

### Squadre partecipanti
| Club                         | Città                         |
| ---------------------------- | ----------------------------- |
| A.S. Arianese                | Ariano nel Polesine (RO)      |
| A.C. Camisano                | Camisano Vicentino (VI)       |
| U.S. Casaleone               | Casaleone (VR)                |
| U.S. Casalserugo             | Casalserugo (PD)              |
| U.S. Calcio D2 Tezze         | Arzignano (VI)                |
| U.S. Gi.Ro.Vi. Cavazzale     | Cavazzale (VI)                |
| A.C. Lonigo                  | Lonigo (VI)                   |
| A.C. Lugagnano               | Sona (VR)                     |
| A.C. Nogara                  | Nogara (VR)                   |
| Rovigo Calcio                | Rovigo (RO)                   |
| A.C. Sambonifacese Don Bosco | San Bonifacio (VR)            |
| A.C. San Martino Speme       | San Martino Buon Albergo (VR) |
| Calcio Schio 1905            | Schio (VI)                    |
| A.C. Torri                   | Torri di Quartesolo (VI)      |
| A.C. Villafranca Padovana    | Villafranca Padovana (PD)     |
| U.S. Virtus Dal Colle        | Verona (VR)                   |

### Classifica finale
|  | Pos. | Squadra                 | Pt | G  | V  | N  | P  | GF | GS | DR  |
|  | ---- | ----------------------- | -- | -- | -- | -- | -- | -- | -- | --- |
|  | 1.   | Lonigo                  | 67 | 30 | 20 | 7  | 3  | 48 | 23 | +25 |
|  | 2.   | Rovigo                  | 65 | 30 | 19 | 8  | 3  | 60 | 22 | +38 |
|  | 3.   | Sambonifacese Don Bosco | 60 | 30 | 17 | 9  | 4  | 52 | 21 | +31 |
|  | 4.   | Casaleone               | 51 | 30 | 14 | 9  | 7  | 45 | 37 | +8  |
|  | 5.   | Lugagnano               | 49 | 30 | 15 | 4  | 11 | 43 | 38 | +5  |
|  | 6.   | D2 Tezze                | 42 | 30 | 11 | 9  | 10 | 36 | 36 | 0   |
|  | 7.   | Virtus Dal Colle        | 41 | 30 | 10 | 11 | 9  | 40 | 31 | +9  |
|  | 8.   | Arianese                | 40 | 30 | 10 | 10 | 10 | 37 | 30 | +7  |
|  | 9.   | Schio 1905              | 40 | 30 | 10 | 10 | 10 | 32 | 34 | -2  |
|  | 10.  | Casalserugo             | 35 | 30 | 8  | 11 | 11 | 41 | 43 | -2  |
|  | 11.  | Camisano                | 35 | 30 | 9  | 8  | 13 | 29 | 40 | -11 |
|  | 12.  | Nogara                  | 31 | 30 | 7  | 10 | 13 | 17 | 30 | -13 |
|  | 13.  | Torri Quartesolo        | 29 | 30 | 6  | 11 | 13 | 21 | 43 | -22 |
|  | 14.  | Gi.Ro.Vi. Cavazzale     | 28 | 30 | 7  | 7  | 16 | 23 | 40 | -17 |
|  | 15.  | San Martino Speme       | 26 | 30 | 6  | 8  | 16 | 30 | 49 | -19 |
|  | 16.  | Villafranca Padovana    | 14 | 30 | 4  | 2  | 24 | 23 | 60 | -37 |

## Girone B

### Squadre partecipanti
| Club                          | Città                        |
| ----------------------------- | ---------------------------- |
| F.C. Asolo Fonte              | Asolo (TV)                   |
| Conegliano Calcio             | Conegliano (TV)              |
| A.S. Cornuda Crocetta 1920    | Cornuda (TV)                 |
| F.C. Edo Mestre               | Mestre (VE)                  |
| U.S. Feltreseprealpi          | Feltre (BL)                  |
| A.C. Fossalta Maggiore        | Chiarano (TV)                |
| Pol. Ge.Me.Az. Cusin San Polo | San Polo di Piave (TV)       |
| A.C. Martellago               | Martellago (VE)              |
| F.C. Nervesa                  | Nervesa della Battaglia (TV) |
| U.S. Opitergina               | Oderzo (TV)                  |
| Pol. Pianiga Mellaredo        | Pianiga (VE)                 |
| U.S. Ponzano Calcio           | Ponzano Veneto (TV)          |
| A.C. Romano d'Ezzelino        | Romano d'Ezzelino (VI)       |
| A.C. Tezze sul Brenta         | Tezze sul Brenta (VI)        |
| A.S. Union Quinto             | Quinto di Treviso (TV)       |
| Union Vigontina               | Vigonza (PD)                 |

### Classifica finale
|  | Pos. | Squadra                  | Pt | G  | V  | N  | P  | GF | GS | DR  |
|  | ---- | ------------------------ | -- | -- | -- | -- | -- | -- | -- | --- |
|  | 1.   | Conegliano               | 59 | 30 | 16 | 11 | 3  | 47 | 18 | +29 |
|  | 2.   | Union Quinto             | 52 | 30 | 13 | 13 | 4  | 27 | 18 | +9  |
|  | 3.   | Opitergina               | 52 | 30 | 14 | 10 | 6  | 41 | 24 | +17 |
|  | 4.   | Ge.Me.Az. Cusin San Polo | 46 | 30 | 11 | 13 | 6  | 37 | 28 | +9  |
|  | 5.   | Romano d'Ezzelino        | 44 | 30 | 11 | 11 | 8  | 30 | 28 | +2  |
|  | 6.   | Asolo Fonte              | 43 | 30 | 11 | 10 | 9  | 42 | 37 | +5  |
|  | 7.   | Feltreseprealpi          | 41 | 30 | 10 | 11 | 9  | 27 | 26 | +1  |
|  | 8.   | Fossalta Maggiore        | 39 | 30 | 8  | 15 | 7  | 30 | 31 | -1  |
|  | 9.   | Nervesa                  | 38 | 30 | 10 | 8  | 12 | 35 | 33 | +2  |
|  | 10.  | Martellago               | 34 | 30 | 7  | 13 | 10 | 35 | 38 | -3  |
|  | 11.  | Union Vigontina          | 33 | 30 | 7  | 12 | 11 | 30 | 38 | -8  |
|  | 12.  | Ponzano                  | 33 | 30 | 9  | 6  | 15 | 32 | 40 | -8  |
|  | 13.  | Cornuda Crocetta 1920    | 31 | 30 | 8  | 7  | 15 | 22 | 35 | -13 |
|  | 14.  | Tezze sul Brenta         | 31 | 30 | 6  | 13 | 11 | 26 | 34 | -8  |
|  | 15.  | Pianiga Mellaredo        | 31 | 30 | 7  | 10 | 13 | 24 | 38 | -14 |
|  | 16.  | Edo Mestre               | 28 | 30 | 7  | 7  | 16 | 24 | 43 | -19 |

### Spareggi

#### Spareggio 2º posto
| Squadra 1    | Risultato | Squadra 2  |
| ------------ | --------- | ---------- |
| Union Quinto | 1 - 0     | Opitergina |

| ??? 2002 | Union Quinto | 1 – 0 | Opitergina |  |

#### Spareggio salvezza
| Squadra 1        | Risultato   | Squadra 2        |
| ---------------- | ----------- | ---------------- |
| Cornuda Crocetta | 3 - 1 (dts) | Tezze sul Brenta |

| ??? 2002 | Cornuda Crocetta | 3 – 1 (d.t.s.) | Tezze sul Brenta |  |

## Fonti e bibliografia
L'Annuario F.I.G.C. 2001-02, Roma (2002) conservato presso:
- tutti i Comitati Regionali F.I.G.C.-L.N.D.;
- la Lega Nazionale Professionisti a Milano;
- la Biblioteca Nazionale Centrale di Firenze;
- la Biblioteca Nazionale Centrale di Roma.
- Carlo Fontanelli, ANNOGOL 2003 - Geo Edizioni Srl.